# Papilio bridgei
Papilio bridgei är en fjärilsart som beskrevs av Mathew 1886. Papilio bridgei ingår i släktet Papilio och familjen riddarfjärilar. Inga underarter finns listade i Catalogue of Life.

## Bildgalleri

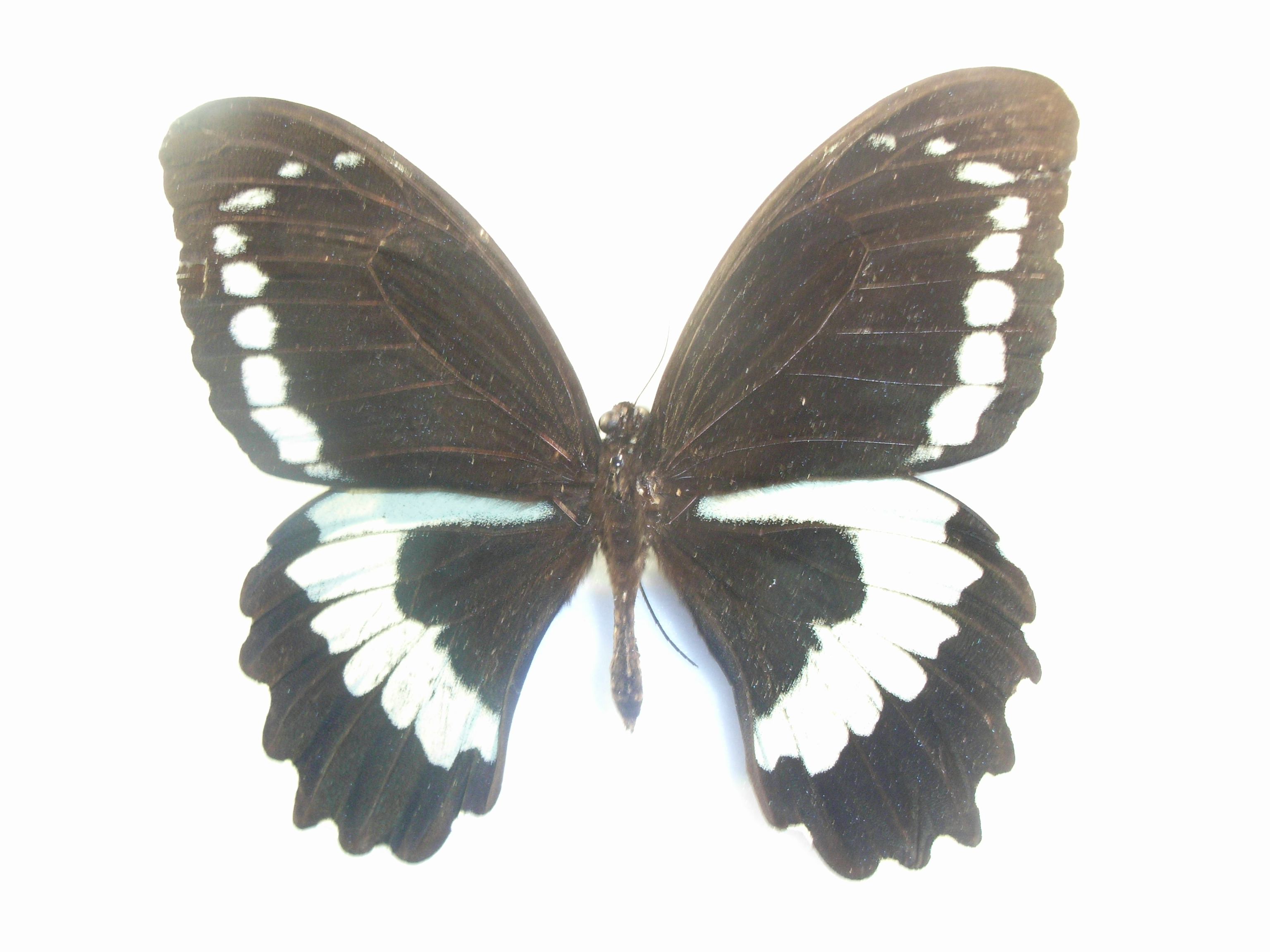
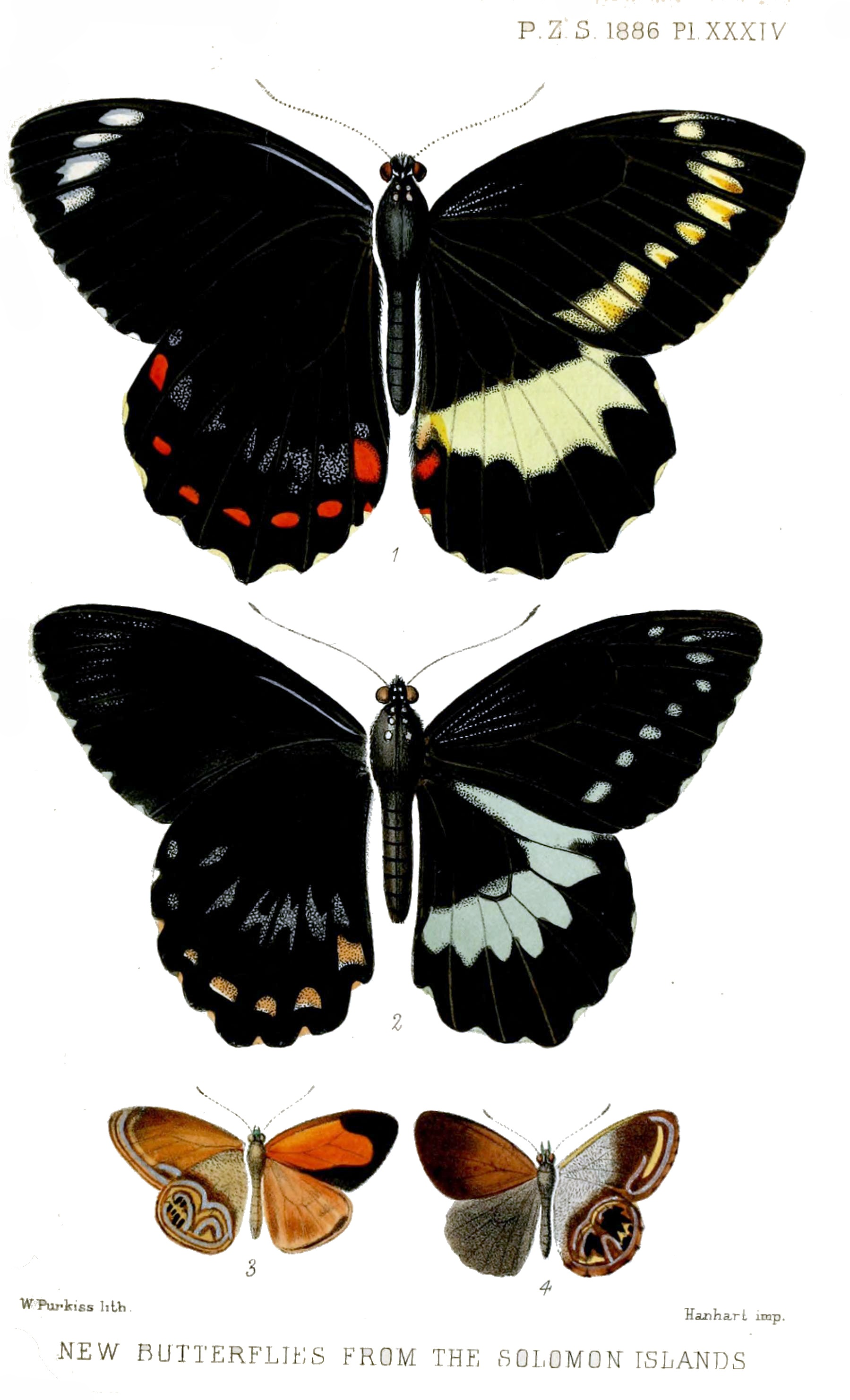